# C'est la vie (gruppo musicale)
Le C'est la vie sono state un girl group ungherese attivo dal 1997 al 2002 e formato da Claudia Berta, Réka Hegyesi, Betty Pályka e Anikó Sebők.

## Carriera
Le C'est la vie sono salite alla ribalta nell'estate del 1998 con la pubblicazione del loro album d'esordio eponimo, contenente i successi radiofonici Vár ránk a nyár e Akarom. Il disco ha raggiunto la 14ª posizione della classifica ungherese. Dopo l'uscita del secondo album II. nel 1999, Claudia Berta ha lasciato il gruppo. Un terzo album anticipato dal singolo Csak rám vár era stato pianificato, ma non ha mai visto la luce, e il gruppo si è sciolto definitivamente nel 2002.
Anikó Sebők è diventata la cantante del gruppo Jeta, ma è morta all'età di 27 anni il 1º agosto 2005, dieci giorni dopo un incidente d'auto, prima dell'uscita del primo album della band. Claudia Berta si è suicidata nel suo appartamento a Mohács nell'ottobre del 2017, quando aveva 42 anni.

## Discografia

### Album
- 1998 - C'est la vie
- 1999 - II.

### Singoli
- 1998 - Vár ránk a nyár
- 1998 - Akarom
- 1998 - I Love You Baby
- 1999 - Múljon hát!
- 2000 - Lakat van a szívemen...
- 2001 - Csak rám vár